# کشیشتف کوئوباشوک
کشیشتف کوئوباشوک (لهستانی: Krzysztof Kołbasiuk؛ ‏ تلفظ نام‌کوچک لهستانی: [ˈkʂɨʂtɔf]؛ ‏ ۱۷ سپتامبر ۱۹۵۲–۳ مارس ۲۰۰۶) بازیگر و صداپیشه اهل لهستان است.
از فیلم‌ها یا مجموعه‌های تلویزیونی که وی در آن‌ها نقش داشته‌است، می‌توان به به‌دور از جاده، در خیابان سپولنی، خودِ زندگی، خانه، کارآگاهان جنایی، در خوشی و سختی، صفر-هفت، به‌گوشم، با آتش و شمشیر (مجموعه تلویزیونی)، با آتش و شمشیر (فیلم)، رمز انیگما و پان تادئوش اشاره نمود.